# Eri Hemubatu
Eri Hemubatu (ur. 23 stycznia 1991) – chiński judoka.
Uczestnik mistrzostw świata w 2015, 2017 i 2019. Startował w Pucharze Świata w latach 2015, 2016 i 2019. Brązowy medalista mistrzostw Azji w 2021 roku.